# Onthophagus subcornutus
Onthophagus subcornutus là một loài bọ cánh cứng trong họ Bọ hung (Scarabaeidae).